# Tsukimi Namiki
Tsukimi Nakimi (並木 月海) est une boxeuse amateure japonaise née le 17 septembre 1998 à Narita (Japon). Elle remporte une médaille de bronze olympique en poids mouches en 2021 à Tokyo.

## Carrière
Lors des Jeux olympiques de Tokyo en 2021 et après avoir battu l'Ougandaise Catherine Nanziri en 32e de finale puis la Brésilienne Graziele Sousa en 16e, elle se défait de la Colombienne Ingrit Valencia en quart. En demi-finale, elle rencontre la Bulgare Stoyka Krasteva qui la bat 5 sets à 0. Tsukimi Nakimi remporte donc le bronze en poids mouches.

## Palmarès

### Jeux olympiques
- Médaille de bronze en poids mouches aux Jeux olympiques d'été de 2020 à Tokyo

### Championnats du monde
- Médaille de bronze en poids mouches aux Championnats du monde femmes 2018 à New Delhi